# Post-exertionelle Malaise
Post-exertionelle Malaise oder Post-Exertional Malaise (von englisch post ‚nach‘, exertion ‚Anstrengung‘, malaise ‚Krankheitsgefühl‘), kurz PEM, bezeichnet in der Medizin eine erhebliche und im Verhältnis zur vorangegangenen Belastung unverhältnismäßige Zustandsverschlechterung. Diese ist durch eine Verstärkung von Symptomen oder das Auftreten neuer Symptome gekennzeichnet. Die PEM wird durch körperliche, geistige oder emotionale Belastung sowie durch Überreizung ausgelöst und setzt häufig um Stunden oder Tage zeitverzögert ein. Ihr liegt eine gestörte biologische Reaktion des Körpers auf Belastung zugrunde.
PEM ist das Leitsymptom der Myalgischen Enzephalomyelitis/des Chronischen Fatigue-Syndroms (ME/CFS) und tritt oft bei Long COVID bzw. dem Post-COVID-Syndrom auf. Eine PEM kann Stunden bis Monate dauern oder den Zustand auf Dauer verschlechtern. Eine Therapie gibt es nicht. Teil der Symptombewältigung ist es, durch individuelles Energiemanagement (Pacing) eine PEM zu vermeiden.
PEM ist nicht zu verwechseln mit Fatigue, einer ausgeprägten Entkräftung, die bei vielen chronischen Erkrankungen auftritt.

## Definition

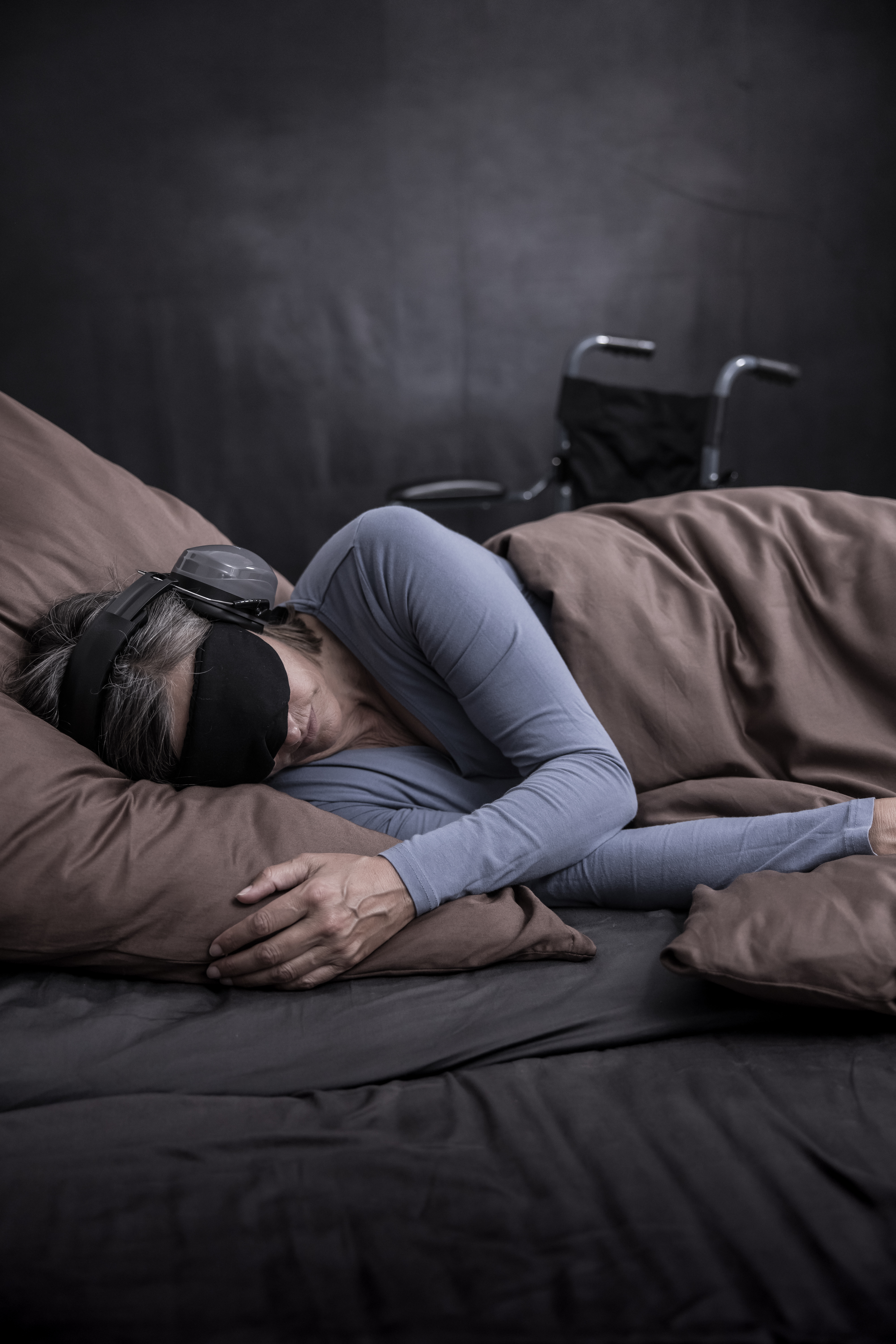
Durch eine PEM verstärkt sich die Empfindlichkeit gegenüber Licht und Geräuschen, so dass Reize ggf. mit Hilfsmitteln verringert werden müssen.

Die Bezeichnung PEM wurde erstmalig 1991 zur Beschreibung von ME/CFS-Symptomen verwendet und 1994 in den Fukuda-Kriterien zur Klassifizierung von ME/CFS übernommen. Seit den Kanadischen Konsenskriterien (2003) ist PEM obligatorisches Leitsymptom von ME/CFS.
 

In einer gemeinsamen Stellungnahme definieren ME/CFS-Fachleute aus dem deutschsprachigen Raum PEM auf folgende Weise:
„PEM ist eine belastungsinduzierte, unverhältnismäßige Zustandsverschlechterung durch eine gestörte physiologische Aktivitäts-Erholungsreaktion. Die Verschlechterung und/oder das Aufkommen neuer Symptome (sog. Crash) treten unmittelbar oder oft zeitverzögert (12–72 Stunden) nach bereits geringer physischer, kognitiver, mentaler, orthostatischer oder sensorischer Belastung auf, die vormals toleriert wurde. Die Verschlechterung kann Stunden, Tage oder gar Wochen anhalten (unterschiedliche Übersichtsarbeiten sprechen von mind. 14–24 Stunden). Jeder Crash birgt das potenzielle Risiko einer permanenten Verschlechterung des Gesamtzustandes.“ 
Symptome, die im Rahmen einer PEM verstärkt werden oder neu auftreten, umfassen:
- Fatigue,
- Schmerzen (Muskel-, Gelenk- und Kopfschmerzen),
- grippeartige Krankheitserscheinungen (Fieber, geschwollene Lymphknoten),
- kognitive Störungen (Brain Fog, Licht-, Geräusch- und Geruchsempfindlichkeit),
- Schlafstörungen (unerholsamer Schlaf, gestörter Tag-Nacht-Rhythmus) und
- Störungen autonomer Körperfunktionen (orthostatische Intoleranz) sowie
- eine Abnahme des Funktionsniveaus.

PEM ist keine Müdigkeit oder Erschöpfung nach Aktivität, wie sie bei Gesunden auftritt.

## Verwandte Begriffe

### Synonyme
Gleichbedeutend mit PEM werden auch die Begriffe post exertional symptom exacerbation (englisch ‚auf eine Belastung folgende Symptomverschlechterung‘, PESE) und umgangssprachlich Crash (englisch ‚Zusammenbruch‘) verwendet.

### PENE
Der Begriff post exertional neuroimmune exhaustion (englisch ‚auf eine Belastung folgende neuroimmunologische Erschöpfung‘, PENE) wurde mit den Internationalen Konsenskriterien für ME/CFS (2011) eingeführt. Im fachlichen Sprachgebrauch dominiert jedoch die Bezeichnung PEM. PENE wird wie folgt definiert (deutsche Übersetzung nach):
„Das Hauptmerkmal ist eine pathologische Unfähigkeit, bei Bedarf ausreichend Energie zu produzieren, mit ausgeprägten Symptomen vor allem in den neuroimmunologischen Regionen. 
Die Merkmale sind:
1. Eine ausgeprägte, schnelle körperliche und/oder kognitive Fatigability als Reaktion auf Anstrengung, die minimal sein kann (z. B. Aktivitäten des täglichen Lebens oder einfache kognitive Aufgaben), kann entkräftend sein und eine Exazerbation verursachen.
2. Verschlimmerung der Symptome nach Belastung, z. B. akute grippeähnliche Symptome oder Schmerzen.
3. Eine Erschöpfung nach einer Anstrengung, die unmittelbar nach der Aktivität oder stunden- oder tagelang verzögert auftreten kann.
4. Die Erholungszeit ist verlängert und dauert in der Regel 24 Stunden oder länger. Eine Exazerbation kann Tage, Wochen oder länger dauern.
5. Eine niedrige Schwelle der körperlichen und kognitiven Fatigability (Mangel an Ausdauer) führt zu einer erheblichen Verringerung des Aktivitätsniveaus im Vergleich zu vor der Erkrankung.“

### Belastungsintoleranz
Teilweise ist im Zusammenhang mit PEM auch der Begriff Belastungsintoleranz gebräuchlich. Die PEM wird häufig von einer Belastungsintoleranz begleitet, bei der größere körperliche Anstrengungen nicht aufrechterhalten werden können. Bei einer Belastungsintoleranz treten Symptome während, bei der PEM nach der Belastung auf. Eine PEM kann bereits durch Alltagsaktivitäten wie Zähneputzen ausgelöst werden.

## Auftreten
Neben ME/CFS wird PEM bei weiteren postakuten Infektionssyndromen beschrieben. Studien zeigen, dass mehr als die Hälfte der Post-COVID-Erkrankten von PEM betroffen ist. Menschen mit Long COVID und PEM verzeichnen einen längeren Krankheitsverlauf und mehr Symptome als Menschen mit Long COVID ohne PEM. PEM kann sowohl Erwachsene als auch Kinder und Jugendliche betreffen.

## Auslöser
Eine PEM tritt nach physischer, kognitiver, mentaler, orthostatischer oder sensorischer Belastung auf. Je nach Schweregrad der Erkrankung können unter anderem Alltagsaktivitäten wie Spazierengehen oder Lesen, geringfügige Tätigkeiten wie Sitzen oder Nahrungsaufnahme und Reize (z. B. Licht oder Geräusche) eine PEM auslösen. Weitere mögliche Auslöser sind unzureichender Schlaf, Hitze und Kälte, Infektionserkrankungen und körperliche Traumata. Die Belastungsgrenze bis zur Auslösung einer PEM ist individuell und kann sich über die Zeit verändern.

## Pathophysiologie
Die genaue Entstehung und Entwicklung von PEM ist bisher nicht geklärt, jedoch werden mehrere physiologische Störungen beobachtet, insbesondere als Reaktion auf Belastung. Dazu gehören unter anderem:

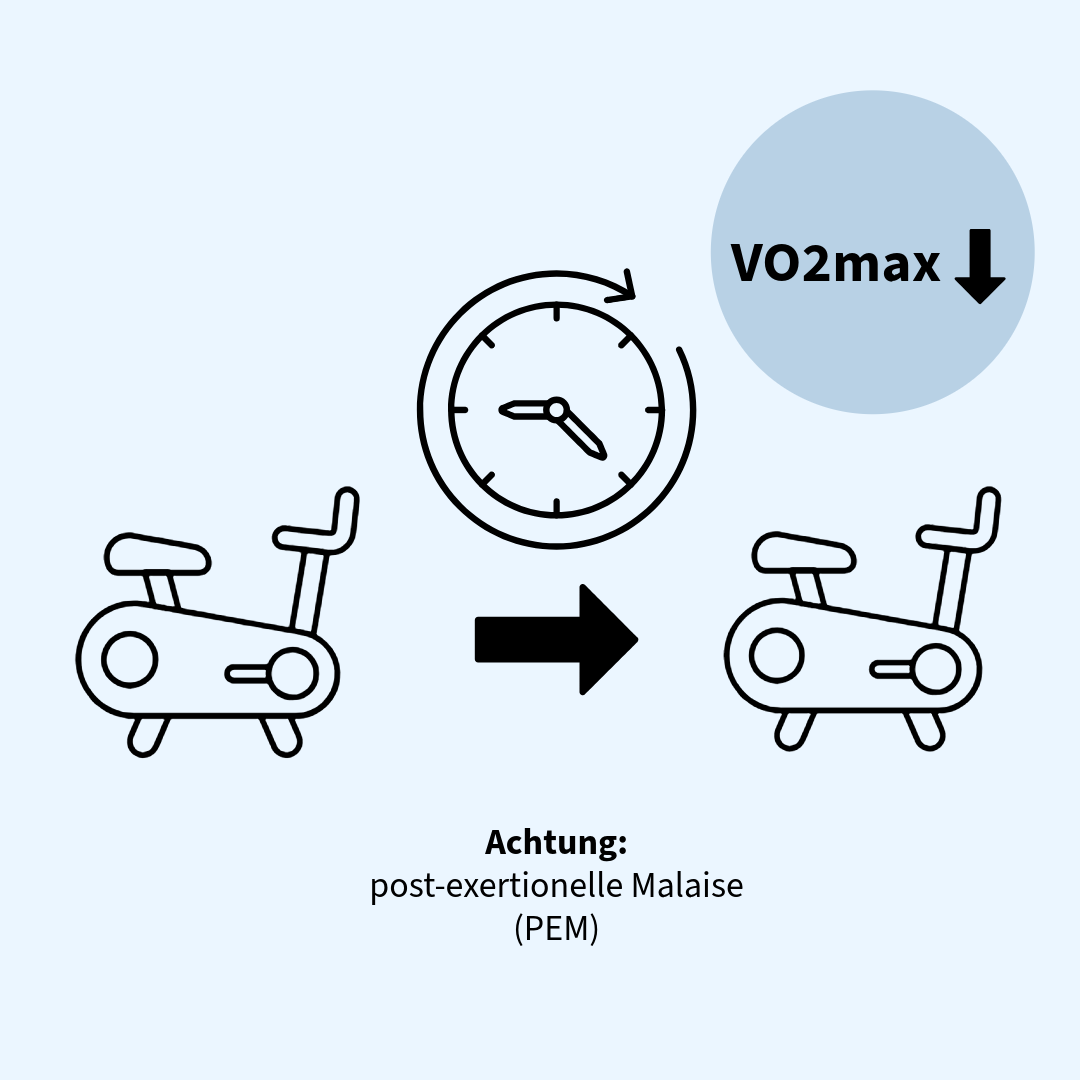
Aufeinanderfolgende Belastungstests können die eingeschränkte Leistungsfähigkeit durch PEM objektivieren, führen aber zu einer Zustandsverschlechterung.

- Auf wiederholte körperliche Belastung folgt ein Absinken der maximalen Sauerstoffaufnahme (VO2max) und der anaeroben Schwelle. Darüber hinaus kommt es zu einem starken Rückgang der Leistungsfähigkeit an der anaeroben Schwelle.[24][25][14][26]
- Laktat im Blut ist im Ruhezustand erhöht und als Reaktion auf körperliche Belastung sammelt sich Laktat bei PEM-Betroffenen an.[24][27][28][29]
- Körperliche Belastung führt außerdem zu Amyloidablagerungen, Fehlfunktionen der Mitochondrien und einer verlangsamten T-Zell-Reaktion in der Skelettmuskulatur sowie muskulären Schädigungen (Myopathie).[24][30][31][32][33]
- Diskutiert wird ebenfalls ein Zusammenhang zwischen PEM und Störungen des Ionenhaushalts in der Skelettmuskulatur:[34] Natrium- und Calciumgehalt in den Muskeln sind nach körperlicher Belastung erhöht.[35][36]
- Während und infolge körperlicher Belastung werden ferner eine Skelettmuskelazidose und eine Fehlfunktion von Protonen beschrieben.[28][37][38]
- Teilweise zeigen sich Ähnlichkeiten zwischen PEM und dem Übertrainingssyndrom, das bei Sportlerinnen und Sportlern auftreten kann.[39][40][41]
- PEM ist nicht auf eine Dekonditionierung zurückzuführen.[42][9][26]

## Diagnostik
Die Diagnostik einer PEM erfolgt bereits im Rahmen der hausärztlichen Versorgung. Diagnostiziert wird PEM auf Grundlage der durch die Patientinnen und Patienten beschriebenen Symptome und einer ausführlichen Erhebung der Krankheitsgeschichte. Ein Screening-Fragebogen, der DePaul Symptom Questionnare–Post-Exertional Malaise, kann die Häufigkeit und Schwere der während einer PEM auftretenden Symptome abbilden. Der Fragebogen Munich Berlin Symptom Questionnaire evaluiert ebenfalls eine PEM. In der Differenzialdiagnostik werden andere Ursachen für eine Verschlechterung des Zustands ausgeschlossen.
Patientinnen und Patienten mit Long COVID und PEM erfüllen möglicherweise die aktuellen Kriterien für ME/CFS (Kanadische Konsenskriterien, Internationale Konsenskriterien und Kriterien des Institute of Medicine) und die Untersuchung dahingehend ist vorgesehen. Die PEM hilft ME/CFS von anderen Erkrankungen, die mit Fatigue einhergehen, zu unterscheiden. PEM ist klar abgegrenzt von psychischen Erkrankungen wie einer Depression: Der Antrieb und die Motivation sind unvermindert.
Durch aufeinanderfolgende Belastungstests von Herz und Lungen (Spiroergometrie), die bei Betroffenen eine Leistungs- und Zustandsverschlechterung auslösen, kann die PEM objektiviert werden. Für Patientinnen und Patienten sind diese Untersuchungen jedoch so belastend, dass sie aus ethischen Gründen nicht außerhalb von Studien durchgeführt werden.
Zur Erfassung von kognitiven Störungen durch eine PEM kann das Montreal Cognitive Assessment wiederholt im Abstand von einer Stunde durchgeführt werden.

## Therapie
Eine medikamentöse Therapie, um PEM zu verhindern oder zu behandeln, existiert derzeit nicht. 
Im Rahmen der Krankheitsbewältigung ist das Vermeiden von PEM wichtig. Hierzu wird den Betroffenen ein individuelles Energiemanagement (Pacing) empfohlen. Manchmal werden auch Off-Label-Medikamente eingesetzt.
Bei der Behandlung weiterer Symptome und Erkrankungen im Kontext von ME/CFS wird die PEM berücksichtigt. Die Gesundheitsversorgung sollte entsprechend der PEM ausgerichtet werden, da sie durch Termine bei Haus- und Fachärztinnen und -ärzten ausgelöst werden kann. Rehabilitationsbehandlungen setzen eine Rehabilitationsfähigkeit voraus und müssen die PEM berücksichtigen. Körperliche Aktivierungstherapien werden bei Krankheiten mit PEM nicht empfohlen, da sie zu einer Zustandsverschlechterung führen können.
Während einer PEM reduzieren Patientinnen und Patienten Aktivität und Reize und ruhen sich aus, statt die Symptome zu übergehen. Eine Erhöhung der Flüssigkeits- und Elektrolytzufuhr, ggf. intravenös, wird empfohlen. Bei Bedarf wird Trinknahrung eingesetzt. Teilweise wird auch der kurzfristige Gebrauch von Off-Label-Medikamenten angeraten.